# Lago Mayor de Colomers
El lago Mayor de Colomers (en occitano estanh Major de Colomèrs) es un lago de origen glaciar situado a 2128 m s. n. m., en el municipio de Alto Arán, en la comarca del Valle de Arán (Lérida, España). 
Tiene una profundidad de 40 metros y una capacidad de 15,4 ha. El lago Mayor de Colomers es uno de los mayores lagos del Circo de Colomers, circo glaciar de más de 50 lagos coronado por cumbres que superan los 2500 metros, como el Tuc de Ratera (2861 m) o el Gran Tuc de Colomers (2933 metros).
En las proximidades del lago se localiza el refugio de Colomers, dispone de 60 plazas de dormitorio y tiene servicio de comidas y duchas de agua fría.